# Partido de Balcarce
Balcarce es uno de los 135 partidos de la provincia argentina de Buenos Aires. Está localizado en el sudeste de la provincia. Su superficie total es de 4.120 km² (412.000 ha). Forma parte de la Quinta Sección Electoral de la Provincia de Buenos Aires. Su localidad cabecera es San José de Balcarce.

## Límites
El partido de Balcarce limita al este con el partido de Mar Chiquita, al sur con los partidos de General Pueyrredón y General Alvarado, al oeste con el partido de Lobería, al norte con el partido de Tandil y al noreste con el partido de Ayacucho.

## Toponimia
Su nombre homenajea al Brigadier General Antonio González Balcarce, jefe de la Primera Expedición al Alto Perú, quien, al frente de este cuerpo, el 7 de noviembre de 1810, venció a las tropas realistas en la batalla de Suipacha, la primera victoria de las armas de la Revolución de Mayo.

## Historia
Sus tierras fueron habitadas por pueblos originarios cazadores y recolectores, que antes de la llegada de los españoles habitaban en cuevas y trabajaban la piedra. Se los llamaba pampas, aunque ellos se daban a sí mismos el nombre de het, "gente". 
El primer europeo del que se tiene conocimiento que haya recorrido la región fue el conquistador español Juan de Garay, el fundador de las ciudades de Santa Fe y Buenos Aires, en 1581, en busca de la Ciudad de los Césares.
Hacia 1700, y por presión de la colonización española, tribus de araucanos comenzaron a cruzar los Andes desde Chile, y los pampas o het fueron lentamente asimilados por los recién llegados, hasta desaparecer de la región. Los Araucanos cruzaban la cordillera de los Andes desde mucho antes de la llegada de los españoles, fueron los que exterminaron a los pampas, indios relativamente pacíficos.
La penetración europea fue lenta. Durante los siglos XVII y XVIII los cabildos autorizaban esporádicamente, a su pedido, a vecinos de ciudades como Buenos Aires o Río Cuarto a hacer las llamadas "entradas" en territorio no sometido al control español, con el fin de cazar el abundante ganado cimarrón existente. Dichas "entradas" solían llegar hasta el actual territorio del partido.
El primer asentamiento definitivo del que se tiene registro se produjo en 1819, por iniciativa de Patricio Lynch. Para 1827, el gobierno provincial ya había otorgado, a pedido de diversos ocupantes, títulos de propiedad sobre todo el actual territorio del partido.
Las incursiones de los araucanos fueron una amenaza constante por varios años, y las sierras servían de refugio a los pobladores: el padre José María Suárez García, en su "Historia de Lobería" (1940), refiere que, ante el temor a la indiada, los pobladores de lo que luego sería Balcarce se refugiaban en la meseta de la Sierra Chata. 
El partido fue creado el 31 de agosto de 1865, a partir de tierras entonces pertenecientes al de Lobería. Originalmente comprendía los actuales partidos de Balcarce, General Pueyrredón y General Alvarado.
Por iniciativa de vecinos liderados por José de la Cuadra (1832-1882) y el juez de paz José Andrés Chaves (1841-1929), el 22 de junio de 1876 se fundó el pueblo de San José de Balcarce.
En 1884 la ciudad ya contaba con una oficina de telégrafos y una sucursal del banco provincial. La primera iglesia fue inaugurada en 1886, y a partir de 1892 el entonces Ferrocarril del Sud vinculó a la ciudad, hacia el sur, con el puerto de Necochea, y hacia el norte, con Ayacucho y Buenos Aires. 
A comienzos del siglo XX hubo un gran auge de la explotación de las canteras de Los Pinos. La mano de obra incluía muchos inmigrantes españoles, italianos y croatas, algunos de los cuales propagaron los ideales anarquistas, reprimidos duramente en ocasión de las huelgas de 1913.
El notable crecimiento de la vecina Mar del Plata, la ausencia de colegios secundarios hasta la década del '60 y los límites al desarrollo que impone la escasa población son factores que explican la fuerte emigración sufrida por el partido. 
Bastión conservador en los años 1930 (Hortensio Miguens como eje), la historia electoral de Balcarce tuvo una rara particularidad: si en los años 1940 y 1950 triunfaba el peronismo, en 1958 venció el candidato a intendente de los radicales de la UCRI; en 1963, el de los socialistas (Alejandro Cano); en 1973, el de un partido vecinal (Capitán Juan José Mare); en 1983, el de la Unión Cívica Radical (Doctor Rafael Galindo) y en 1987, el del Partido Justicialista (Víctor Báez). A partir de ese entonces, los candidatos de dicho partido se han impuesto en todas las elecciones municipales (Pérez desde 1991 hasta 2003, desde 2003 hasta 2007 Carlos Alberto Erreguerena, y de 2007 a 2009 otra vez José Luis Pérez, renunciando en el 2009 dándole paso al Presidente del Concejo Deliberante, Dr. José Enrique Echeverría). En 2015 recuperó la comuna la UCR dentro de la alianza Cambiemos, de la mano del actual Intendente Comunal, Dr. Esteban Reino

### Pulperías
Balcarce tuvo distribuidos de manera uniforme en su partido hasta treinta comercios rurales en el período comprendido de 1845 hasta 1881, los cuales se pueden clasificar en boliche, esquina, almacén y pulpería.
En los primeros tiempos del partido los gauchos usaban  estos comercios rurales como punto de reunión, donde los pobladores de sus alrededores se enteraran lo que sucedía, teniendo por lo tanto no solo una función económica, sino también social, política y hasta espiritual, constituyéndose como un lugar preponderante en la población rural.

Hasta el traslado el Juzgado de Paz en 1877 al recién fundado pueblo de San José de Balcarce, en el partido comenzó a crecer el juego, el libertinaje y la inmoralidad hasta tal grado que se compuso una décima en protesta fin que fuese cantada en esos lugares:
Balcarceños  atención
Ya tenéis en vuestro suelo
¡Moral! ¡Moral! ¿Dónde estás?
Ese pérfido veneno
de pena me cubro el rostro,
De horrible prostitución.
Y ante ti, señor me postro
Los buenos corazones
mirando tanta maldad;
Ya pueden ¡ahí! Llorar
vergüenza da que te atan
Pues esta va a socavar
al carro del deshonor,
Las costumbres patriarcales,
con lágrimas de dolor
Suplantándolas con males
eimpulsado de santa ira
Que jamás han de acabar
Por no ser del mal canto
Finalmente estas pulperías han ido desapareciendo a través del tiempo, debido al despoblamiento de la zona rural y las mejoras de la comunicación.

## Demografía
| Población | 4.198 | 4.793   | 8.166   | 19.464   | 30.621  | 37.477  | 33.921 | 39.544  | 41.194 | 42.039 | 43.823 | 48.982 |
| Variación | -     | +14,17% | +70,37% | +138,35% | +57,32% | +22,38% | -9,48% | +16,57% | +4,17% | +2,05% | +4,24% | +11,8% |

### Estructura
Según el censo 2022 la población total es de 48 982 personas, repartidas en 
25 185 mujeres y 23 797 hombres, con un índice de masculinidad de 94,5 hombres por cada 100 mujeres. 
La edad mediana de la población es de 36 años (37 años entre las mujeres y 34 años entre los hombres).
El 15,3% de la población tiene más de 65 años (frente al 14,1% en 2010), y el 3,7% de la población tiene más de 80 años (mismo porcentaje que en 2010)

### Salud y educación
El 73,5% de la población tiene al menos un tipo de cobertura de salud. 
Unas 15 410 personas asisten a algún tipo de establecimiento educativo de cualquier nivel y unas 5 640 personas tienen un título terciario o superior (18,1% sobre el total de la población instruida). La tasa de alfabetización es del 99,5

### Migraciones
De las personas residentes en el partido, unas 6 371 (14,8% del total de población) nacieron en otra provincia, y unas  999 (2,3% del total de población) lo hicieron fuera del país, siendo los grupos de inmigrantes más numerosos los provenientes de:
- Paraguay: 203 personas
- Bolivia: 156 personas
- Chile: 118 personas
- Italia: 99 personas
- España: 62 personas

### Hogares
En el partido hay un total de 20 472 viviendas  y 18 131 hogares. 
En cuanto al régimen de tenencia y regularidad de la propiedad de las viviendas, el 61,3% es propia, el 20,6% es alquilada, el 8,6% es cedida o prestada, y el resto se encuentra en otra situación.
Sobre el total de hogares, 16 404 (90,5% del total) tiene acceso a red pública de agua corriente, 14 651 (80,8% del total) tiene desagüe y descarga a red pública cloacal, 11 595 (63,9% del total) tiene acceso a red pública de gas, y 13 651 (75,3% del total) tiene acceso a red de internet en la vivienda. 

### Censo 2010
El censo poblacional de 2010 dio como resultado unos 44 000 habitantes (Indec, 2010), un promedio de 10,6 personas por km² teniendo en cuenta la superficie total de 4115 km², este valor es 11% al registrado en 1980, reflejando un crecimiento del 0,3% anual. El crecimiento poblacional de este partido es inferior a lo evidenciado en el resto de la provincia de Buenos Aires. Hay factores como la migración interna por la búsqueda de ofertas educativas y de empleos superiores a lo que puede conseguir aquí.
Análisis de datos más profundos realizados determinan que este partido es expulsor de población, entre 2004 y 2014 la población total se incrementó en 5812 personas, contando un crecimiento natural de 18527 personas (1660 personas anuales) y una migración de 12445 personas (1131 anuales).
Además se nota un "envejecimiento" de la población, el grupo de personas de mayor edad es un porcentaje mayor que los jóvenes, debido tanto al aumento de la esperanza de vida como a las menores tasas de natalidad.
En este partido el 2% de personas (854 sobre un total de 41912) nunca asistió a un establecimiento educativo, de este valor el 28% corresponde a personas menores de 30 años, y un 13% corresponde a personas de entre 30 y 50 años.
Un habitante común del partido promedia los 36 años con 9,3 años de estudios (secundario incompleto) y posiblemente tenga más de dos hijos en su hogar.
El 2% de la población proviene del exterior, una cuarta parte de estos arribaron entre 2005 y 2010. Además 6 de cada 10 personas arribaron desde otra localidad bonaerense y 2 de cada 10 lo hicieron desde otra provincia. Y otro dato relevante es que hay un importante número que inmigraron desde General Pueyrredón.
Los habitantes viven en viviendas de hasta 3 personas con dos dormitorios. Las casas son de pisos de cerámica, baldosa, mosaico, mármol, madera o alfombrado en la mayoría de los casos, y los techos de chapa, teja o losa en mayor medida. Y por lo general los habitantes son propietarios de las viviendas teniéndolas completamente pagas. 8 de cada 10 viviendas tienen los servicios básicos (agua corriente, cloaca). Y el 97% de las mismas tienen corriente eléctrica.
Según el censo 2010, la cabecera del partido, San José de Balcarce, contaba con unos 38 376 habitantes (Indec, 2010). 
En los últimos años se ha registrado un crecimiento de la inmigración proveniente de Bolivia. Estos migrantes se dedican preferentemente a la siembra y cosecha de papas, cebollas y frutillas, o a trabajar en hornos de ladrillos.

## Geografía
A unos 400 km al sur de Buenos Aires, el partido de Balcarce se asienta sobre las estribaciones del sistema serrano de Tandilia, formado por elevaciones de origen precámbrico que hoy se alzan apenas unos pocos centenares de metros sobre el nivel del mar. Entre las formaciones serranas más importantes podemos citar: Cerro La Virgen, Cerro el Morro, Sierra Larga, Sierra Chata (356 m.), Cinco Cerros (321 m.), Cerro Amarante (360 m.), Sierra La Barrosa (334 m.), Sierra La Bachicha (385 m.), Cerro Paulino, Sierra El Volcán (350 m.) y Sierra La Vigilancia (301 m.).
Las tierras adyacentes son aptas para la agricultura, especialmente para el cultivo de cereales y papas. Hacia el noreste, el terreno se hace más bajo e inundable, cubierto de pastos, lo que ha llevado a su especialización como zona ganadera.
El paisaje ha sido profundamente modificado por la actividad humana, con negativas consecuencias para la fauna silvestre. Pumas, venados y ñandúes han desaparecido, al menos en libertad,[cita requerida] y el empleo de agroquímicos ha afectado las poblaciones de liebres, vizcachas y mulitas.[cita requerida] Las aves están representadas por teros, chajás, gallaretas, patos, gaviotas, chimangos, cabecitas negras, etc.
Existe una red de cursos de agua naturales, permanentes e intermitentes, que nacen en las sierras y que corren en dirección suroeste-noroeste, constituyen arroyos de poco caudal y pequeño cauce. Completa la red hidrográfica del partido La Laguna Brava que rodea la sierra homónima y es la única que tiene agua permanentemente en el partido.
El clima del partido presenta precipitaciones irregulares a lo largo del año, teniendo una media anual de 1100 mm en el sector norte y 550mm en el sector suroeste siendo el invierno cuando menos llueve.

### Geografía política
El partido de Balcarce se divide en 10 cuarteles numerados en números romanos del I al X.
La localidad de cabecera es Balcarce, habiendo otras localidades dentro del partido, a saber: 
- San Agustín
- Bosch
- Napaleofú (compartida en parte con el partido de Lobería)
- Los Pinos
- Villa Laguna La Brava
- Ramos Otero
- y también el paraje Juan Vincenty.[27][29]

## Gobierno municipal

### Intendentes municipales desde 1983
| Intendente                 | Mandato                                           | Partido | Partido | Alianza | Alianza | Elecciones |
| -------------------------- | ------------------------------------------------- | ------- | ------- | ------- | ------- | ---------- |
| Rafael Juan Galindo        | 10 de diciembre de 1983 - 10 de diciembre de 1987 |         | UCR     |         | —       | 1983       |
| Víctor Héctor Báez         | 10 de diciembre de 1987 - 15 de marzo de 1990     |         | PJ      |         | FREJURE | 1987       |
| Eduardo Redondo            | 15 de marzo de 1990 - 10 de diciembre de 1991     |         | PJ      |         | FREJURE | 1987       |
| José Luis Pérez            | 10 de diciembre de 1991 - 10 de diciembre de 1995 |         | PJ      |         | FREJUFE | 1991       |
| José Luis Pérez            | 10 de diciembre de 1995 - 10 de diciembre de 1999 | 1995    | PJ      |         | FREJUFE |            |
| José Luis Pérez            | 10 de diciembre de 1999 - 10 de diciembre de 2003 |         | PJ      | CJ      | 1999    |            |
| Carlos Alberto Erreguerena | 10 de diciembre de 2003 - 10 de diciembre de 2007 |         | PJ      |         | —       | 2003       |
| José Luis Pérez            | 10 de diciembre de 2007 - 16 de octubre de 2009   |         | PdV     |         | FPV     | 2007       |
| José Enrique Echeverría    | 16 de octubre de 2009 - 10 de diciembre de 2011   |         | PJ      |         | FPV     | 2007       |
| José Enrique Echeverría    | 10 de diciembre de 2011 - 10 de diciembre de 2015 | 2011    | PJ      |         | FPV     |            |
| Esteban Andrés Reino       | 10 de diciembre de 2015 -10 de diciembre de 2019  |         | UCR     |         | CBA     | 2015       |
| Esteban Andrés Reino       | 10 de diciembre de 2019 - 10 de diciembre de 2023 |         | UCR     | JxC     | 2019    |            |
| Esteban Andrés Reino       | 10 de diciembre de 2023 - En el cargo             | 2023    | UCR     | JxC     |         |            |

1. ↑  Destituido por el Concejo Deliberante.
2. ↑  Renunció al cargo.

## Economía
Las sierras también fueron asiento de actividad minera (explotación de canteras de materiales para la construcción, hoy cerradas). En los últimos años se ha fortalecido el turismo, en especial el relacionado con las competencias que tienen lugar en el Autódromo Juan Manuel Fangio, la práctica de deportes náuticos en la Laguna La Brava y la de trekking y parapente en Puerta del Abra.
Además del legado de Fangio, la localidad tiene varias obras del controvertido arquitecto Francisco Salamone. Se trata del viejo Matadero -hoy convertido en Centro Cultural y de interpretación-, la Escuela, el Cementerio. Su plaza mayor también fue obra de Salamone aunque posteriormente fue demolida. 
La actividad industrial es reducida y ligada a la tradicional fortaleza de la agricultura y la ganadería (procesamiento de papas, fabricación de bombas de riego, mataderos). 
El partido es asiento de una Estación Experimental del Instituto Nacional de Tecnología Agropecuaria (INTA) integrada a la Facultad de Ciencias Agrarias de la Universidad Nacional de Mar del Plata.
Debido a su cercanía con el puerto de Quequén y a sus condiciones edáficas y climáticas óptimas, el partido de Balcarce forma parte de la cuenca forestal del sudeste bonaerense, dedicada principalmente al cultivo de Eucalyptus globulus, de alto valor de mercado por su utilización en producción de papel de calidad prémium, así como también como madera aserrada. En este sentido el partido cuenta con 303 has de plantaciones comerciales, posicionándose en el sexto lugar como productor de E. globulus.
Posee en su territorio la Estación Terrena Balcarce, inaugurada oficialmente el 20 de septiembre de 1969 que fue la primera y actualmente es la estación terrena más grande de la Argentina, ubicada en el kilómetro 48 de la Ruta Nacional RN 226, que une las localidades de Mar del Plata y Balcarce. Cursa comunicaciones vía satélite con estaciones terrenas de otros países y con lugares remotos y de difícil acceso. Sus antenas apuntan a satélites Intelsat, NewSkies, Nahuelsat e Hispasat. Algunos de los servicios prestados son: telefonía internacional, telefonía nacional, telefonía rural, servicios integrados de Voz y Datos (SIVD), transmisión de datos, enlaces punto a punto, enlaces por contingencias, enlaces antárticos, televisión, monitoría y control de satélites, etc.

## Transporte
Dos rutas unen al partido con el resto de la provincia y el país, la ruta nacional 226 la une con el partido de General Pueyrredón hacia el sureste y hacia el noroeste con Tandil. La provincial 55 hace lo mismo con la localidad de Coronel Vidal. Y complementan la red vial una serie de caminos, con pavimento o con tierra que conectan las diferentes localidades del partido.
No cuenta con transporte ferroviario desde el año 1993, cuando se cerró el ramal del ferrocarril Roca que la conectaba con Buenos Aires. La estación de ferrocarril local pasó a manos de la municipalidad que la dejó en estado de abandono. En el 2004 la asociación civil "Amigos del Riel" fue creada para impedir la demolición del edificio y gestionar ante las autoridades nacionales la reapertura del ramal. Además el partido tiene otras estaciones ferroviarias ubicadas en las localidades rurales del mismo, pero que tampoco prestan servicio de transporte de pasajeros desde 1993 siendo usadas para el servicio de carga por la empresa Ferrosur.